# Gejzír

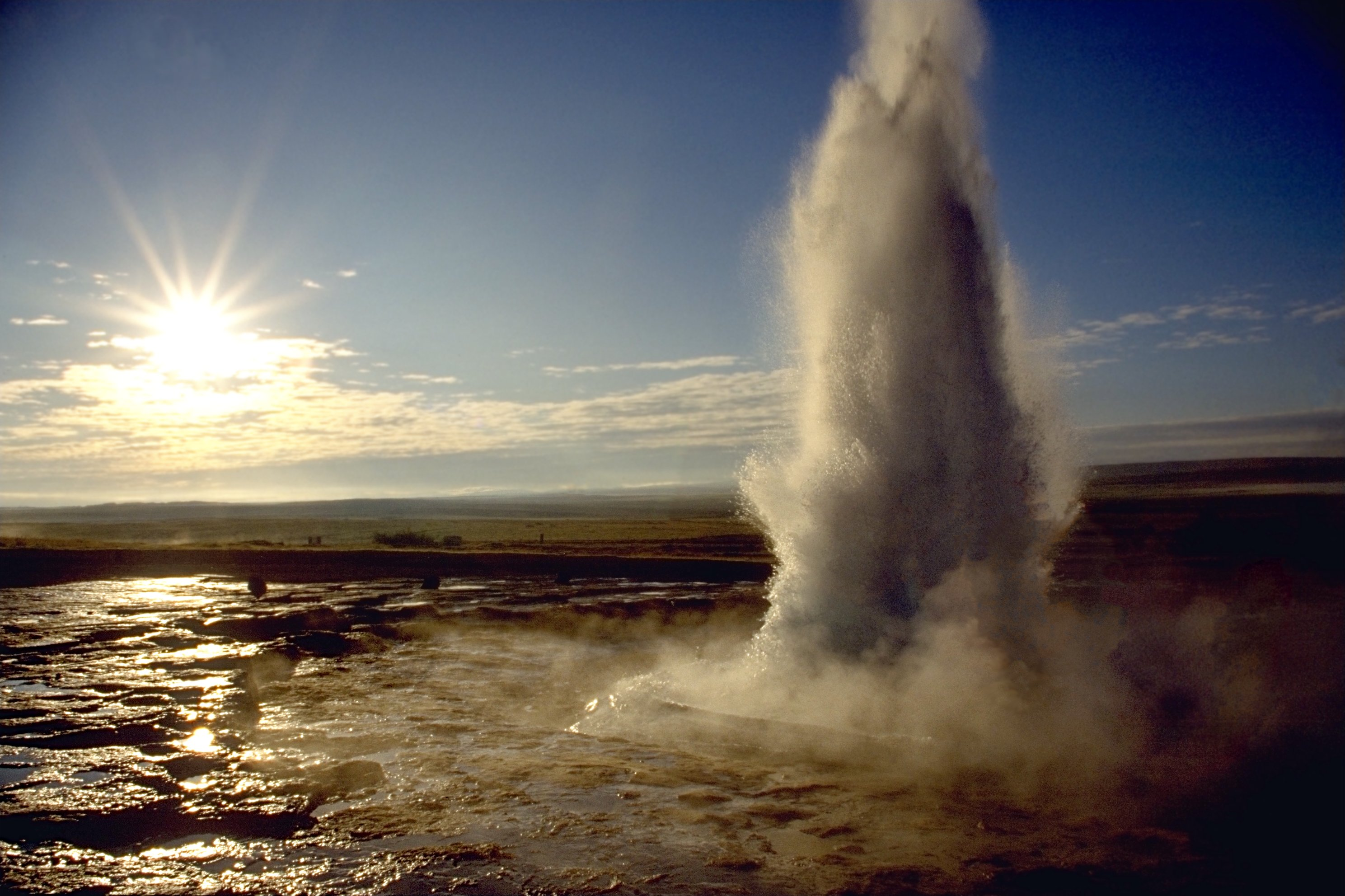
Gejzír Strokkur na Islandu

Gejzír je pramen charakteristický nepravidelným únikem vody vyvrhované turbulentně (vířivě) do okolí a doprovázené vodní párou. Dříve se termín používal v geologii dle definice schválené USGS jen pro vyvrhování vařícího proudu vody a páry na zemský povrch v určitých časově omezených periodách (či v podstatě i nepřetržitě) ve vulkanicky aktivních oblastech. Po objevení gejzírů na měsících ve sluneční soustavě, jako například na Saturnově měsíci Enceladu, došlo k rozšíření definice. Název pochází z islandského nejznámějšího gejzíru Geysir v oblasti Haukadalur. Jeho název je odvozen z islandského slovesa geysa znamenajícího „proudit“. Na světě je známo okolo tisíce gejzírů (jiný zdroj uvádí počet 700), z toho přibližná polovina se nachází v Yellowstonském národním parku v USA, kde je možno navštívit i pravděpodobně nejznámější gejzír Old Faithful. Další oblasti výskytu jsou Údolí gejzírů v Rusku, El Tatio v Chile, Taupo Volcanic Zone na Novém Zélandu a Island.
Ke vzniku gejzírů dochází jen na několika místech na Zemi, kde panují specifické hydrogeologické podmínky, a tak se jedná o poměrně řídký jev. Gejzíry jsou spojené s vulkanicky aktivními oblastmi, jelikož žhavé magma pod povrchem dodává vodě teplo potřebné k přehřátí a vzniku gejzíru. Povrchová či podzemní voda se vsakuje systémem trhlin do podzemí do hloubky okolo 2000 metrů, kde se dostává do kontaktu s horkými horninami, což vede k zahřátí, přehřátí a explozivnímu vytlačení vody a páry na povrch a vzniku gejzíru. Vodní erupce dosahují různé výšky v závislosti na tlaku dosaženém v podzemí a mohou dosahovat až několika desítek metrů. Nejvyšší aktivní gejzír (údaj z  roku 2010) je Steamboat Geyser, který dosahuje výšky okolo 90 metrů. Vodní erupce jsou často pravidelné a nastávají vždy, když dojde k potřebné akumulaci vody v podzemních přívodových cestách a jejímu přehřátí.

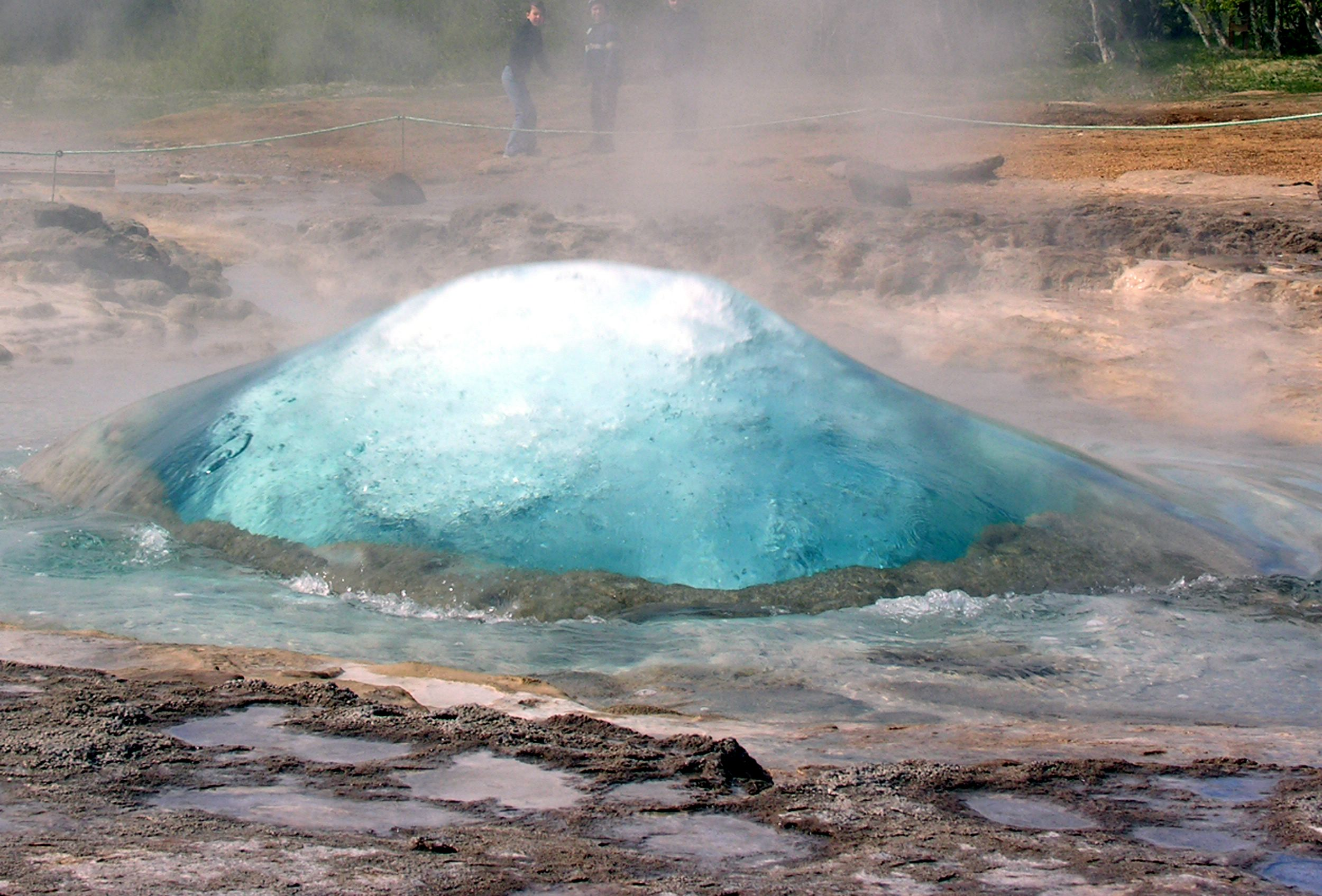
Gejzír Strokkur těsně před erupcí

Voda vyvržená na povrch je často nasycena minerálními látkami uvolňovanými z magmatu či okolních hornin. Při výstupu na povrch klesá tlak a teplota vody, takže se tyto látky z vodního prostředí srážejí, čímž vznikají různé vápnité nebo křemité sedimentární horniny jako například sintry (či gejzírity). Srážením vzniká v okolí místa erupcí nová platforma, která často tvoří na vrcholku kužel, z něhož vystřikují další erupce. Gejzíry nejsou v čase stálé, může snadno dojít k jejich utlumení či zesílení, zániku i vzniku, a to v závislosti na sedimentaci hornin v ústí gejzírů, přesunutí zdroje magmatu, uzavření či otevření prasklin, zemětřeseních či zásahem člověka.
Výtrysky materiálu často označované za gejzíry byly pozorovány na několika měsících ve vnějších okrajích sluneční soustavy. Vlivem okolních nízkých tlaků jsou tyto výtrysky tvořeny plyny bez kapalin; unikající plyny ovšem často vynesou do prostoru drobné prachové částice či kousky ledu. Výtrysky vodního ledu byly pozorovány v okolí jižního pólu Enceladu, naproti tomu výtrysky dusíku u Tritonu, měsíce Neptunu. V oblasti jižní polární čepičky Marsu byly pozorovány náznaky existence výtrysků oxidu uhličitého. V případě Marsu a Tritonu není výtrysk způsobován pravděpodobně geotermální energií, ale jejich vznik je vázán na ohřev povrchu tělesa Sluncem a skleníkový efekt.

## Vznik

Ilustrační obrázek vzniku a funkce gejzíru

Gejzíry jsou dočasné geologické útvary, které mají zpravidla životnost pouze několik tisíc let, než zaniknou. Existence gejzírů je obecně spojená se sopečnou aktivitou anebo s jejím dozníváním. Aby mohl gejzír vzniknout, musí být splněny čtyři (jiné zdroje uvádí pouze tři, ignorují roli vysrážených hornin) specifické geologické podmínky: přítomnost zdroje tepla, dlouhodobého zdroje vody, utěsnění trhlin gejzíritem, proudění vody a její akumulace.
Aby vznikl gejzír ve vulkanicky aktivní oblasti, musí se povrchová voda nashromážděná ze srážek, odtávajícího sněhu, řek či z jiných zdrojů dostat do kontaktu s magmatem. Popraskaná zemská kůra umožňuje pronikání povrchové vody do spodních částí či shromažďování podpovrchové vody do vhodných prostor, kde chladnější voda naráží na oblasti žhavého magmatu vystouplého blízko povrchu. Pronikání vody horninami může být velice pozvolný proces, který může zabrat i několik století. Jelikož vznik gejzírů vyžaduje podstatně vyšší teploty než je obvyklá v prvních kilometrech zemské kůry, je výskyt gejzírů spojen s vulkanicky aktivními místy.
Většina gejzírů má dva zdroje vody. První přináší do systému značné množství povrchové studené vody. Druhý je tvořen menším množstvím podzemní vařící vody ohřáté magmatem. Teplá a studená voda se spolu mísí v podzemním rezervoáru. Horká méně hustá voda má tendenci stoupat vzhůru konvekcí systémem trhlin a prasklin k povrchu (většina gejzírů je vázána na oblasti zlomů), kdežto studená hustší voda z povrchu se tlačí do spodních oblastí, až se celý systém naplní vodou. Magma a voda si vyměňují tepelnou energii, magma se nepatrně ochlazuje, kdežto voda je ohřívána. Protože je v hloubce vystavena okolnímu tlaku hornin a vodního sloupce nad místem ohřevu, bod varu je vyšší než u vody za atmosférického tlaku, tudíž se voda začne přehřívat.

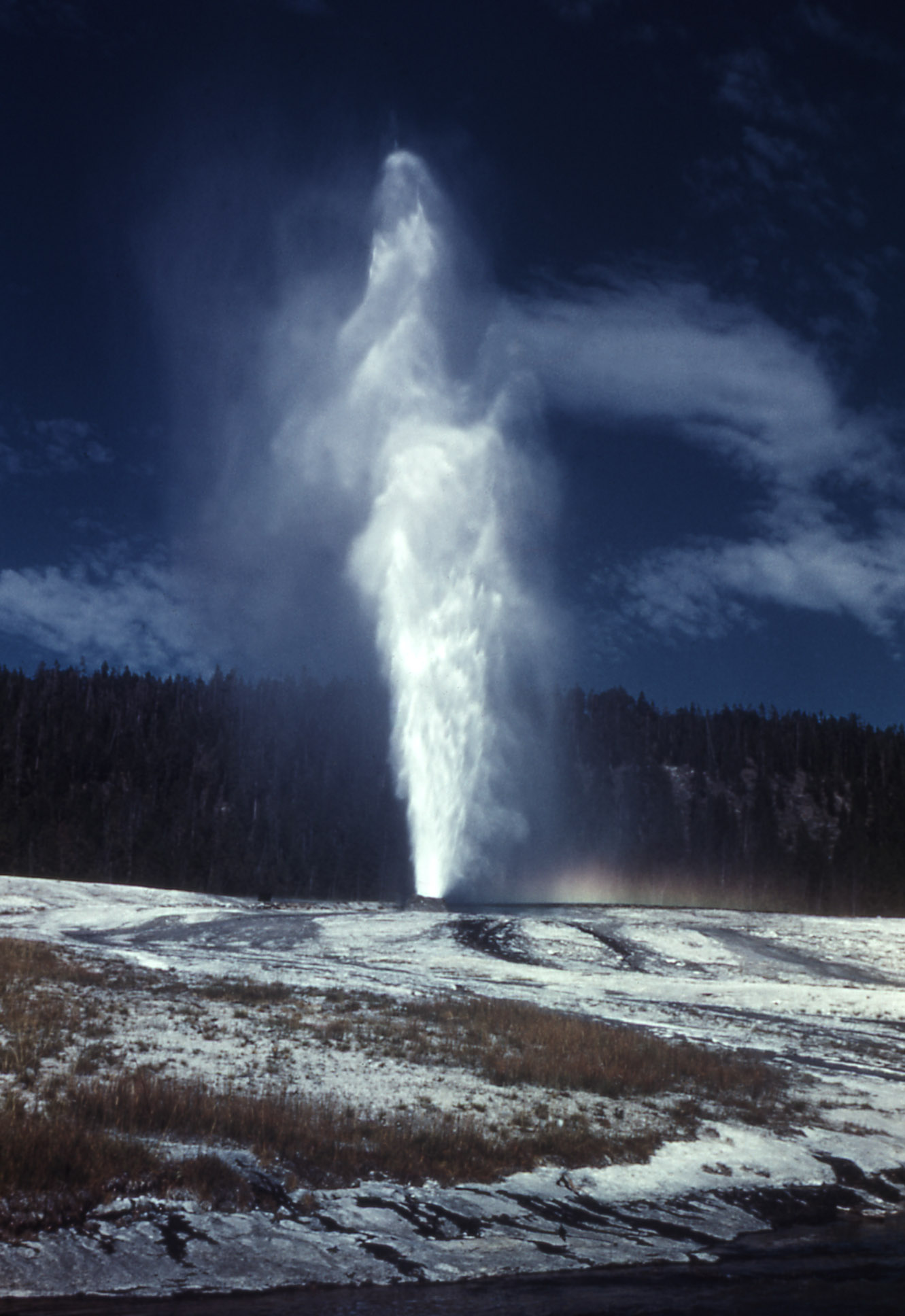
Beehive-Geysir

Na povrchu gejzíru je voda ochlazována atmosférou, ale malý přívodní kanál neumožňuje efektivní chlazení vody ve spodních oblastech kondukcí. Jelikož vystupující voda je prosycena křemičitany, hlavně v podobě gejzíritu (v podstatě oxid křemičitý), dochází k tomu, že se křemičitany postupně z vody vysrážejí, čímž vzniká izolační vrstva okolo vývodní praskliny zamezující úniku tlaku do okolních prostupných vrstev jako jsou písek či jiné porézní horniny. Když je voda zahřátá na kritickou teplotu, vystupující masa vody má dostatečnou energii k udržování potřebné teploty pro bod varu. Čím je blíže voda k povrchu, tím je menší omezující tlak, který na ni působí, čímž dochází ke snižování bodu varu. Jelikož je voda přehřátá, přechází okamžitě do plynného skupenství v podobě páry, která má značně větší objem (vodní pára zaujme až 1600krát větší objem než původní vodní masa), takže může vytlačit část vody do výšky. V jiných případech dojde k tomu, že váha vodního sloupce již není schopna udržet přehřátou vodu pod bodem varu, takže vznikne množství bublin, které vytlačí svrchní vodu na povrch v podobě erupce. Uvolněný plyn pak může snadno z gejzíru uniknout.
Velký význam pro erupce gejzírů má přítomnost plynů rozpuštěných ve vodě, jako jsou nejhojnější oxid uhličitý, kyslík, oxid uhelnatý, vodík, metan, dusík, argon či sirovodík. Většina těchto plynů se řadí mezi sopečné plyny a jejich přítomnost ve vodě ovlivňuje hydrostatický tlak. Pokud voda obsahuje rozpuštěné plyny, její bod varu je nižší než v případě vody prosté plynů. Pokud je množství plynů vysoké, gejzíry mohou vzniknout i v oblastech, kde není teplota v zemské kůře dostatečně vysoká pro dosažení bodu varu za normálních podmínek.

### Podzemní rezervoár

Animace ukazující vznik vodní páry a následného výtrysku a opětovného naplnění rezervoáru

Pro vznik gejzíru je důležité, aby se v podzemí nacházel vhodný rezervoár tvořený systémem puklin či puklinou, který by umožňoval akumulaci vody. I když každý gejzír je unikátní, dle průzkumu se zdá, že obecně lze rezervoáry rozdělit na šest hlavních typů podle tvaru rezervoáru. První typ je charakteristický úzkým rovným rezervoárem, který se směrem k vrcholu zužuje. Takovýto typ gejzíru zpravidla tryská v pravidelných intervalech a jeho erupce jsou dlouhé a vysoké. Příkladem je gejzír Old Faithful, který byl v roce 1992 prozkoumán kamerou spuštěnou do rezervoáru. Snímky ukázaly dutinu o velikosti automobilu, kde dochází k varu vody. Druhý typ je tvořen hlubokou rovnou a širokou trhlinou. Erupce je charakteristická hlasitým projevem a krátkým trváním. Typickým zástupcem je Round Geyser v oblasti Yellowstone. Třetí typ je podobný prvnímu typu, ale na povrchu se nachází okolo ústí bazén zaplněný vodou. Příkladem je Great Fountain. Čtvrtý, pátý a šestý typ jsou typické pro fontánové erupce gejzírů. Čtvrtý je tvořen rozvětvenou soustavou podzemních nádrží. Pátý rezervoárem, který je v hloubce širší, směrem k ústí se zužuje a pak opět rozšiřuje. Vzniká zúžení, které zabraňuje rychlému úniku přehřáté vody, což se projevuje v dlouhotrvající fontánovité erupci. Šestý typ je dlouhá rovná prasklina, která se v horní části výrazně rozšiřuje do povrchového bazénu.

### Erupce
Gejzír, podobně jako všechny ostatní horké prameny, je umožněn kontaktem podzemní vody se žhavým magmatem. Geotermálně zahřívaná voda vystupuje na povrch řadou prasklin a puklin v okolních horninách. Doba erupce je různá pro jednotlivé gejzíry, například islandský Strokkur tryská po dobu několika sekund každých pár minut, naopak Grand Geysir v USA tryská až 10 minut každých 8 až 12 hodin. Většina gejzírů na světě tryská v nepravidelných intervalech a jen menšina pravidelně.
Jak plyn vyvrhne do výšky část vodního sloupce, který transportoval vzhůru, dojde k tomu, že na chvíli poklesne tlak vodního sloupce na rezervoár vody, čímž dojde k poklesu bodu varu ve většině sloupce přehřáté vody, která se rychle přemění v páru. Pára začne hlasitě unikat ze sloupce na povrch, takže na povrch vytryskne směs vody a páry unikající z trhliny v podobě gejzíru. Erupce pokračuje tak dlouho, dokud není voda vytlačena ven. V některých případech po hlavní erupci s vodou následuje ještě série dalších erupcí, kdy z jícnu uniká pouze vodní pára, než opět dojde k naplnění soustavy trhlin vodou.
Pára může vypudit vodu vzhůru takovou silou, že vytryskne na zemi v podobě gejzíru. V případě, že síla páry není dost silná na vznik gejzíru, vznikají horké prameny, kde se voda soustavně vylévá na povrch. Když je pod povrchem žhavé magma, ale panuje zde nedostatek vody, dochází ke vzniku fumaroly. Jedná se o trhlinu v zemi, ze které vystupuje pouze vodní pára bez doprovodné erupce vody. Když se fumarola nachází v zavodněném prostředí, může vzniknout i bahenní sopka. V případě, že je přítomné magma, dostatek vody a geyseterit, ale praskliny nemají správný tvar, vzniká termální jezero či jiný menší útvar, kde nahromaděná teplá voda může volně unikat bez toho, aby se přehřála na kritickou teplotu.

Erupce gejzíru Strokkur na Islandu
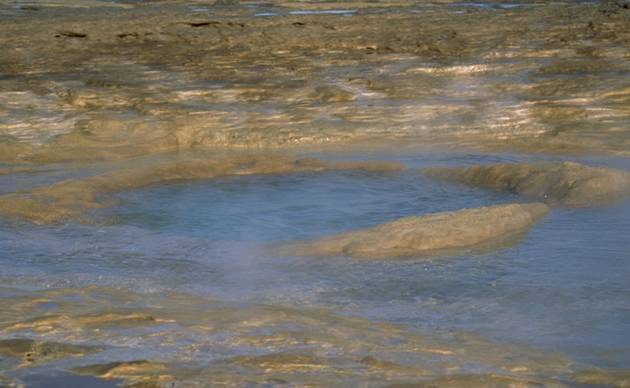
Bazén vyplněný vodou (1/6)
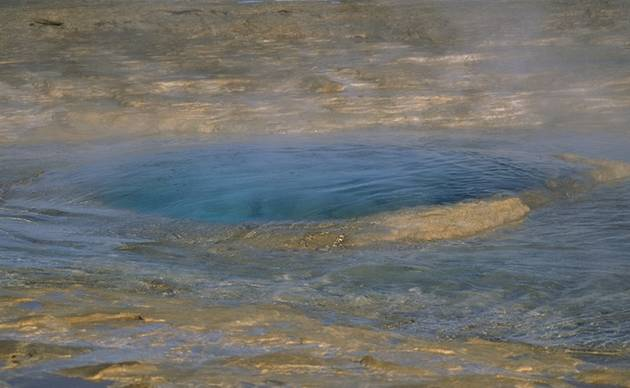
Unikající pára začíná vyklenovat vodu (2/6)
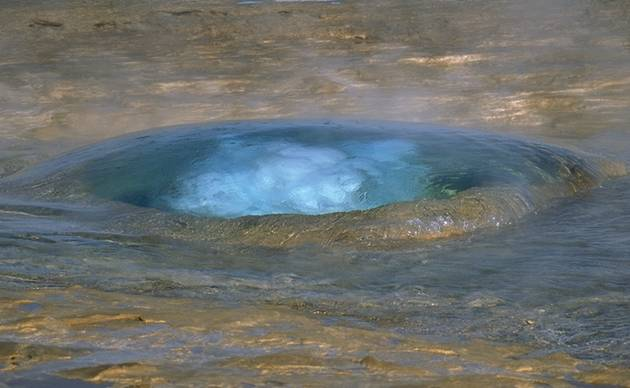
Vzniká vodní bublina plná páry (3/6)
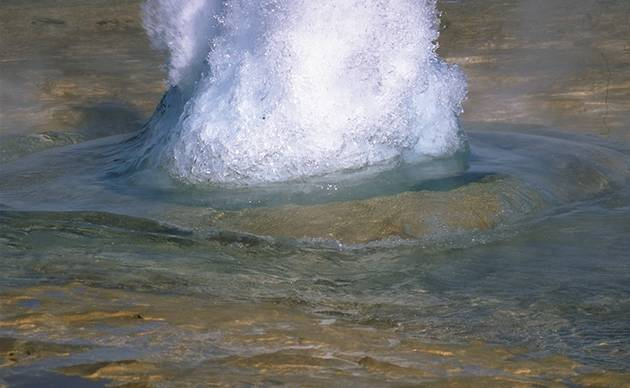
Protržení bubliny a erupce vody (4/6)
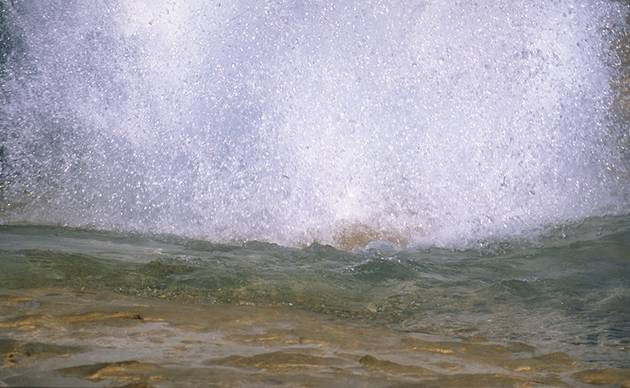
Vrchol erupce (5/6)
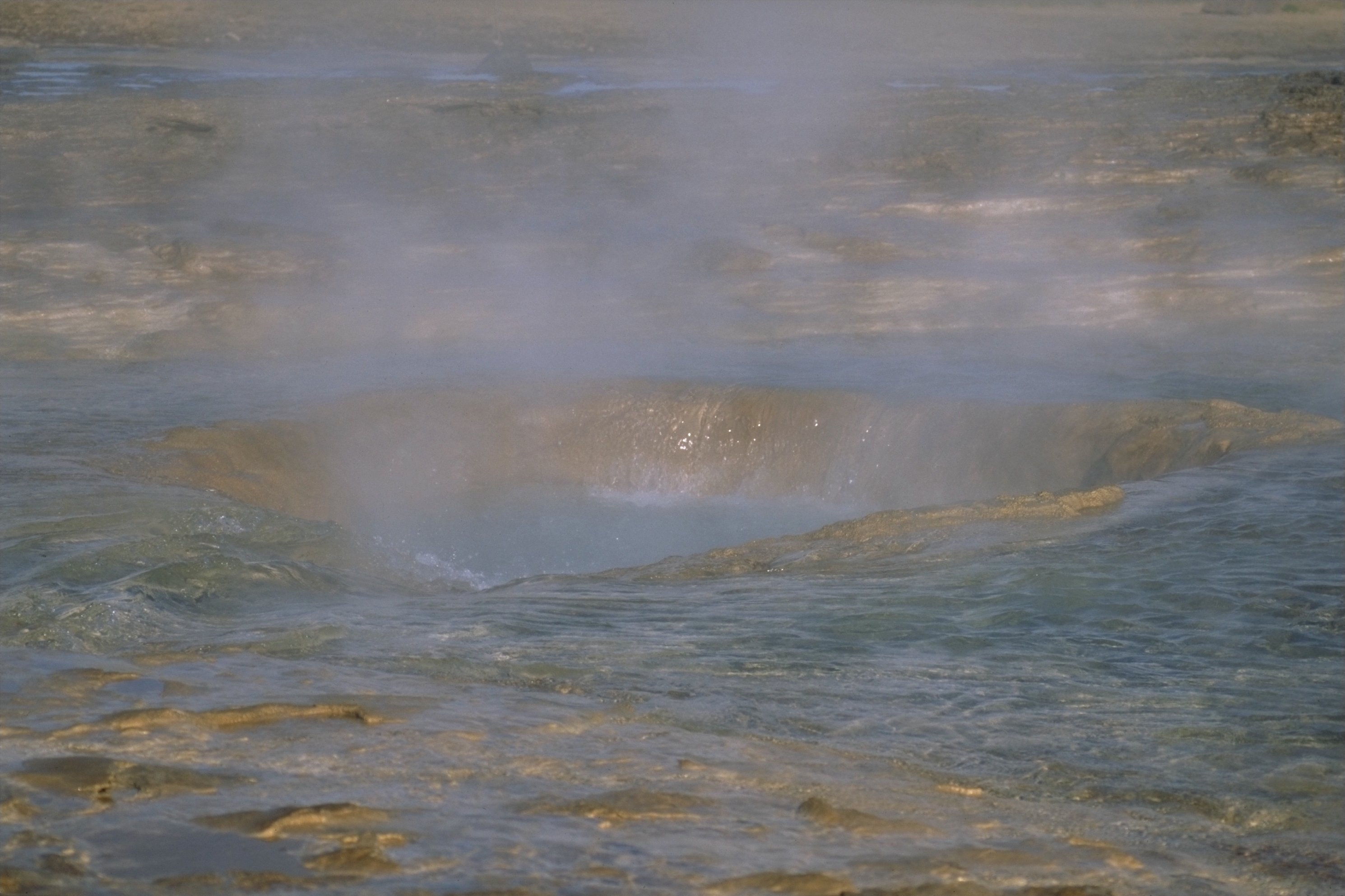
Navracení vody zpět do bazénu (6/6)

### Ústí

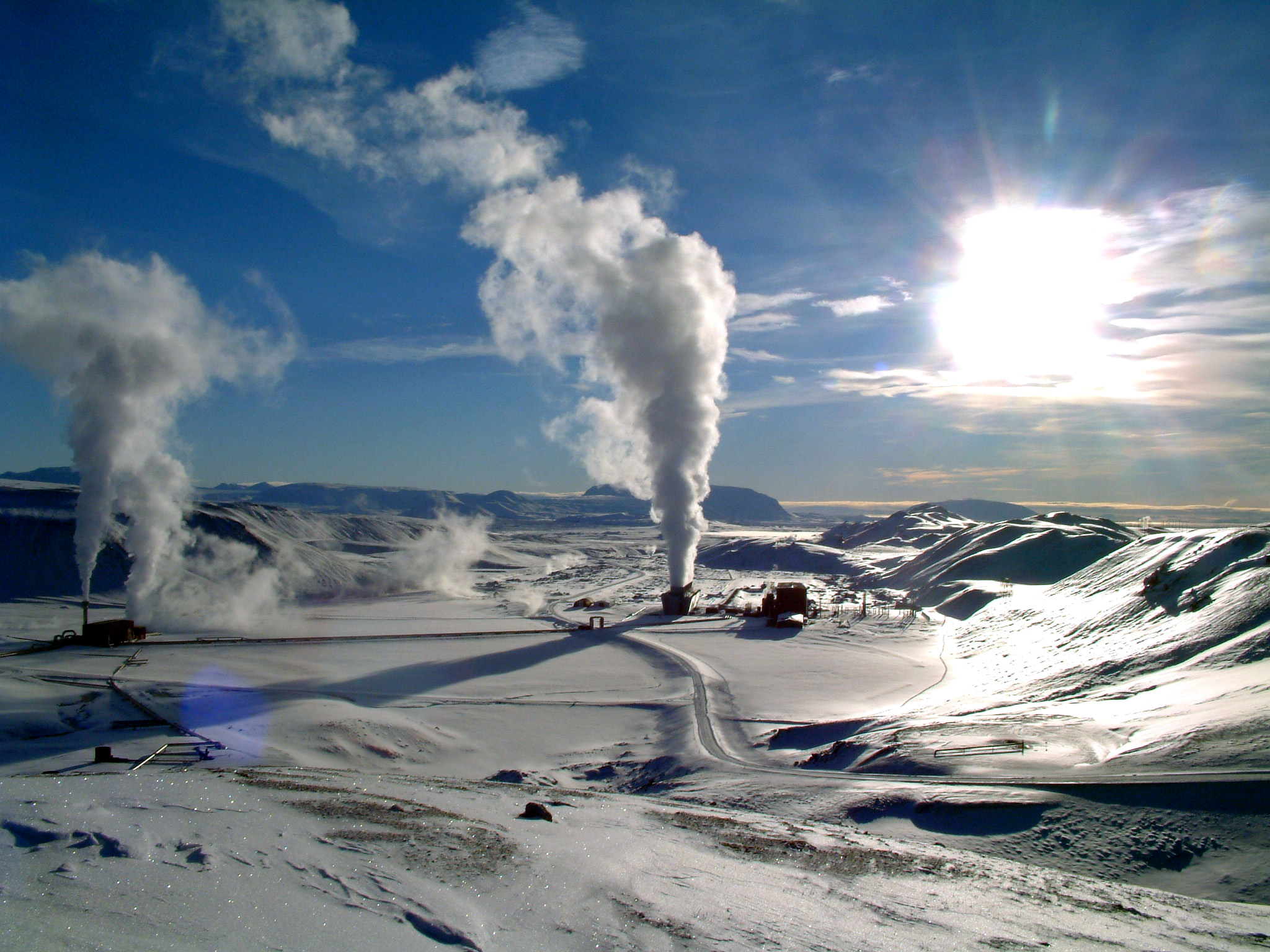
Zánik množství gejzírů způsobilo budování geotermálních elektráren, které ovlivňují hladinu spodní vody a množství tepla v oblasti

V některých případech mohou u ústí gejzíru vytvořit vysrážené minerály zátku, která zmenší otvor, kudy může voda s párou unikat. Vzniká útvar podobný trysce, což způsobuje, že je vyvrhovaný materiál tlačen do velké výšky. Tento druh ústí se někdy označuje jako „fontánový typ“ a je charakteristický hlasitou a intenzivní erupcí. Příkladem je Grand Geysir. Kolem trysky se často vytvoří menší kráter, který je během erupce či krátce po ní vyplněn vodou. Druhou možností je vznik kužele, ze kterého dochází k erupcím – tento typ se nazývá „sloupcový typ“. Příkladem je gejzír Old Faithful.
Jelikož voda často prochází okolní horninou zpravidla tvořenou ryolitem, je silně obohacena křemičitany, které se při výstupu do podmínek normálního atmosférického tlaku a poklesu teploty vysrážejí. Vyjma ryolitů se v okolí gejzírů vyskytují i více mafické horniny jako jsou andezity či bazalty.

## Zánik
Gejzíry zanikají samovolně či zásahem člověka. V přírodě je jejich zánik spojen s utlumením sopečné aktivity, či jejím ukončením. Případně nedostatek vody vede k oslabení mohutnosti výtrysků a přeměně gejzírů na jiné útvary. Specifickým ukončením gejzíru je vlivem zemětřesení, kdy se uzavře puklinový systém, kudy proudila voda, jako se tomu stalo například v roce 1959 v oblasti Hebgen Lake v americkém státě Montana poblíž Yellowstone. Následkem otřesů se na několik týdnů změnila frekvence a síla množství gejzírů, další zanikly.
Člověk taktéž přispívá k zániku gejzírů, a to jak cíleným vandalským útokem, kdy poškodí ústí, tak i například stavbou geotermálních elektráren odvádějící teplo či narušující proudění podzemní vody a vedoucí k poklesu její hladiny.

## Biologie gejzírů

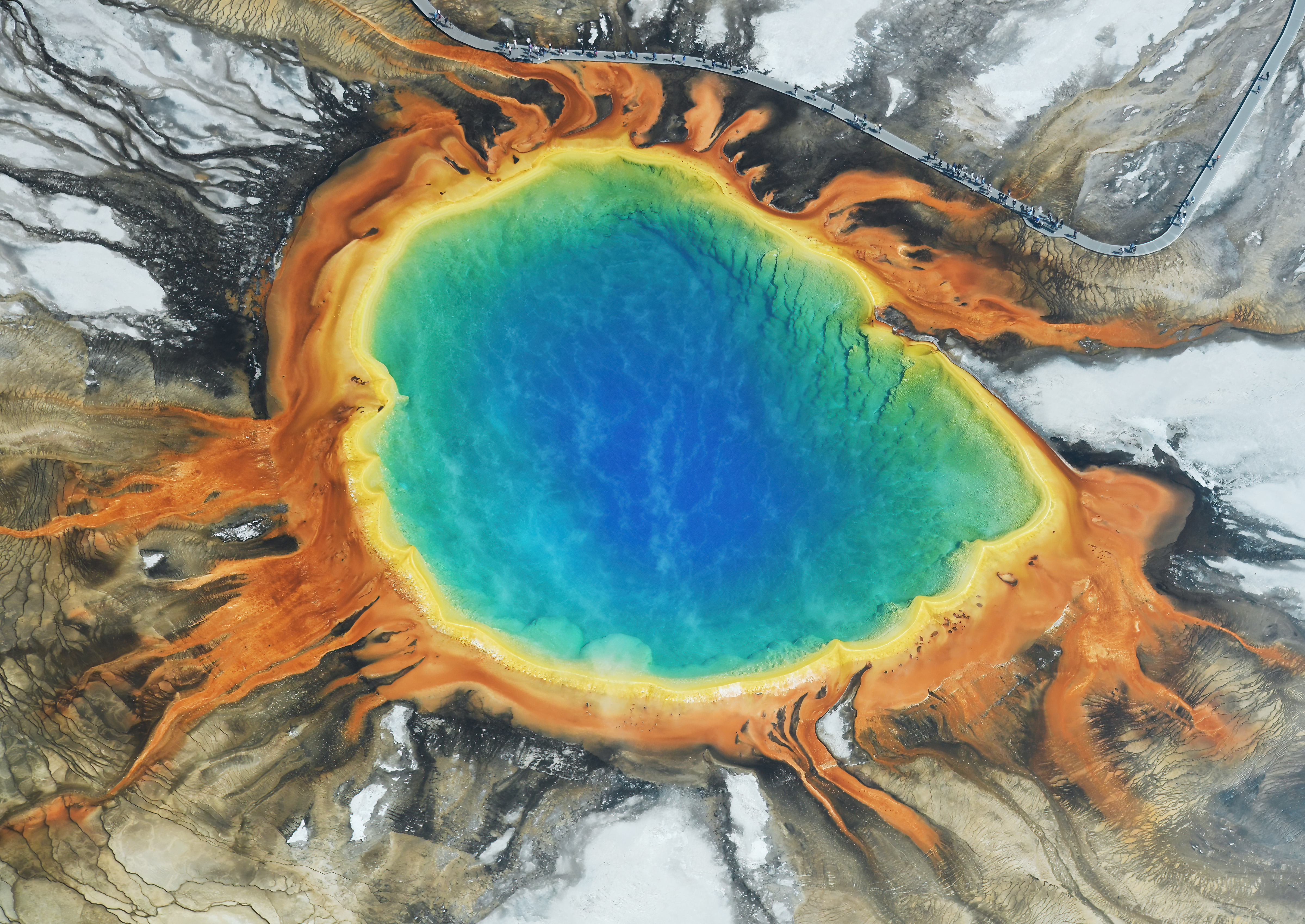
Barevné hypertermofilní organismy kolem teplého jezera Grand Prismatic Spring

Gejzíry mají často specifickou barvu, která je často způsobena organismy, které je obývají. Teplé okolí gejzírů (a dalších horkých oblastí) obývají termofilní prokaryotické organismy, tzn. bakterie a archebakterie (žádná známá eukaryota není schopna přežít teplotu přes 60 °C).
V 60. letech 20. století, když se začaly zkoumat životní podmínky gejzírů, panoval názor, že žádný život nemůže přežít teplotu dosahující 73 °C, což je horní limit pro přežití sinic. Za této teploty by mělo docházet k rozpadu proteinů a deoxyribonukleové kyseliny (DNA). Optimální teplota pro termofilní bakterie byla tehdy stanovena ještě níže, a to na 55 °C. Nicméně pozorování ukázala, že některé formy života jsou schopné přežít i vyšší teploty a že některým dokonce vyhovují teploty přesahující teplotu varu vody. V současnosti je známo mnoho druhů bakterií, které tyto podmínky vyhledávají (tzv. hypertermofilové). Termofilní organismy preferují teploty od 50 do 70 °C, někteří hypertermofilní se množí nejlépe v rozmezí teplot 80 až 110 °C. Obsahují tepelně stabilní enzymy, které umožňují aktivitu i při vysokých teplotách, čehož bylo využito například v medicíně a biotechnologiích. V praxi se ujaly například termostabilní amylázy (při zpracovávání škrobu), jiné enzymy se využívají k výrobě aminokyselin či k úpravě ropy. Objev života v tak nehostinných podmínkách mimoto rozšířil lidské úvahy o možnosti existence mimozemského života o další potenciálně obyvatelné zóny.

## Gejzíry ve světě

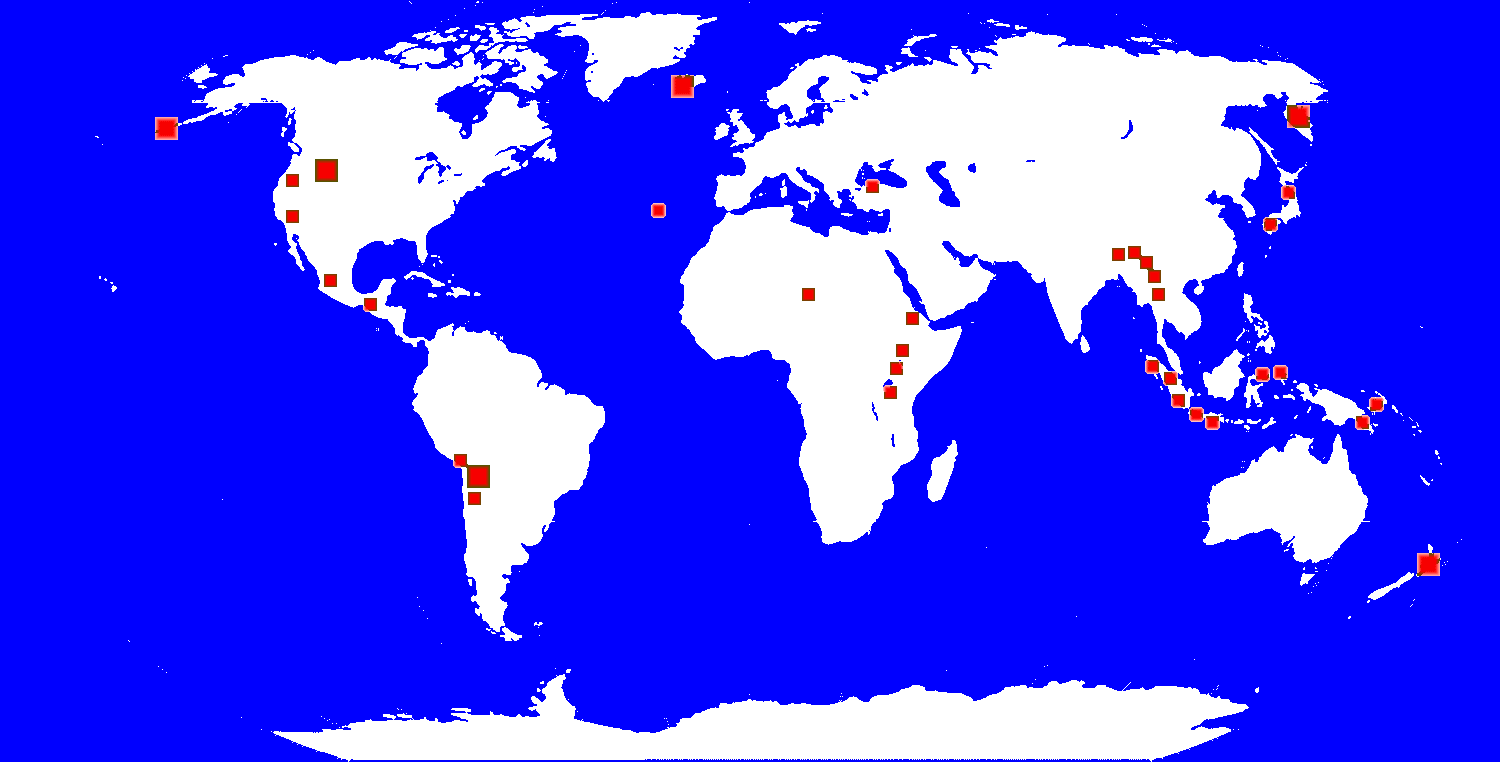
Rozmístění gejzírů

Pravděpodobně nejstarší známý aktivní gejzír na světě je gejzír Castle, který se nachází poblíž gejzíru Old Faithful. Tvar jeho kužele připomínal lidem hrad, což mu dalo i jméno (castle znamená anglicky hrad). Velikost kužele naznačuje, že by mohl být starý 5000 až 40 000 let.
Gejzíry jsou vzácné a soustřeďují se do pěti hlavních oblastí na zemském povrchu.

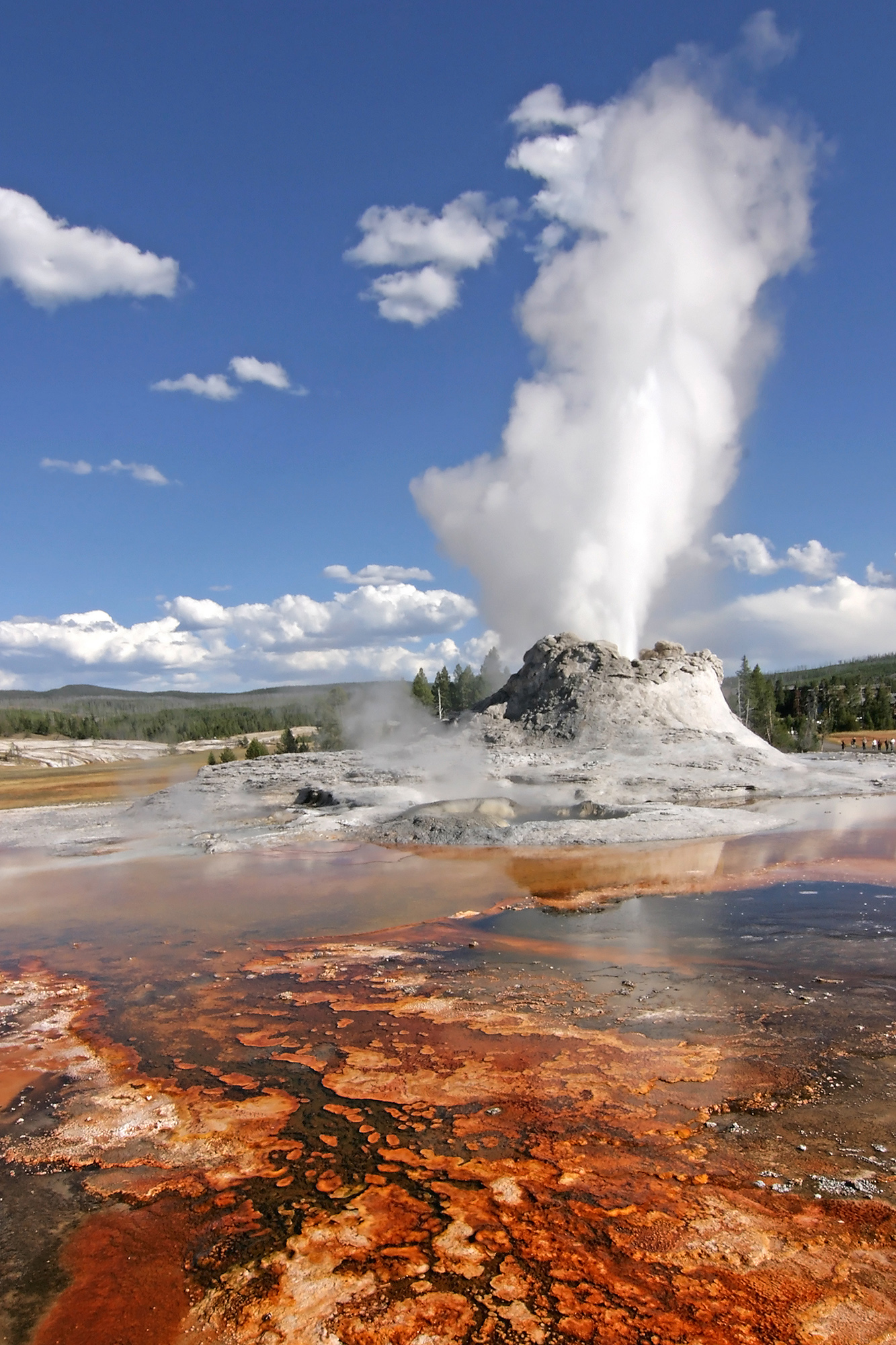
Erupce gejzíru Castle

### Yellowstone v USA
Yellowstone je největší lokalita s výskytem gejzírů na světě, kde se nachází tisíce horkých pramenů a asi 300 až 500 gejzírů, což odpovídá přibližně polovině gejzírů v pěti hlavních oblastech na světě. Většina z nich se nachází v americkém státě Wyoming, malá část pak ve státech Montana a Idaho. Nachází se zde i nejvyšší známý gejzír Steamboat Geyser v Norris Geyser Basin, který za posledních 20 let vytryskl přibližně desetkrát. Známé gejzíry Old Faithful, Beehive Geyser, Giantess Geyser, Lion Geyser, Plume Geyser, Aurum Geyser, Castle Geyser, Sawmill Geyser, Grand Geyser, Oblong Geyser, Giant Geyser, Daisy Geyser, Grotto Geyser, Fan & Mortar Geysers nebo Riverside Geyser se nacházejí v oblasti Upper Geyser Basin, obsahující téměř 180 gejzírů.

### Údolí gejzírů v Rusku

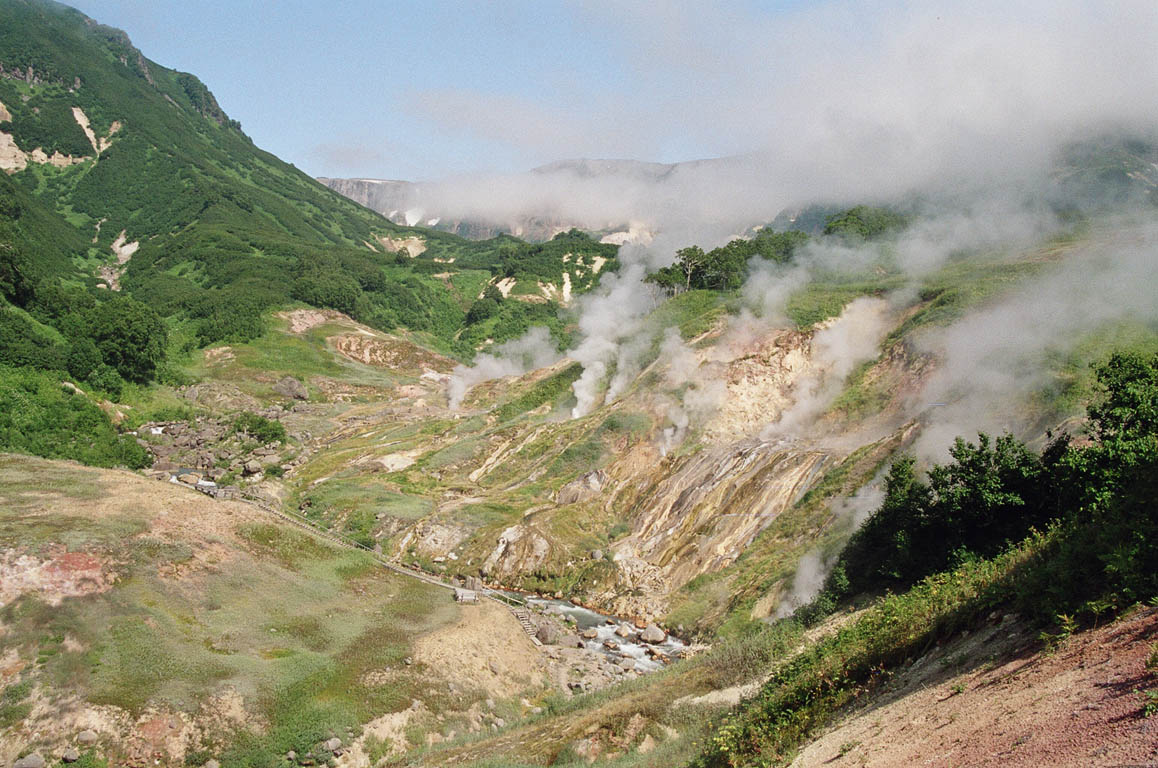
Údolí gejzírů v roce 2006

Údolí gejzírů v Rusku se nachází na poloostrově Kamčatka, jedná se o jediné pole gejzírů na území Eurasie a druhé největší gejzírové pole na světě. Bylo objeveno v roce 1941 sovětskou geoložkou Taťánou Ustinovovou. V oblasti se nachází množství teplých pramenů a přibližně 200 gejzírů, které jsou zásobovány aktivním vulkanismem v okolí. Většina místních gejzírů vyvrhuje vodu s párou pod ostrým úhlem, nikoliv kolmo, a pouze několik gejzírů má kolem ústí kužel z vysrážených hornin, který je běžný u ostatních lokalit na světě. 3. června 2007 došlo v oblasti k masivnímu sesuvu bahna, ledu a kamení do dvou třetin údolí. Vlivem přehrazení údolí nánosy zde vzniklo termální jezero. O několik dní později hladina jezera poklesla, takže se nad hladinu dostaly některé zaplavené gejzíry. Sesuv nepohřbil největší gejzír v oblasti zvaný Velikan, který je podle pozorování v současnosti aktivní.

### El Tatio v Chile

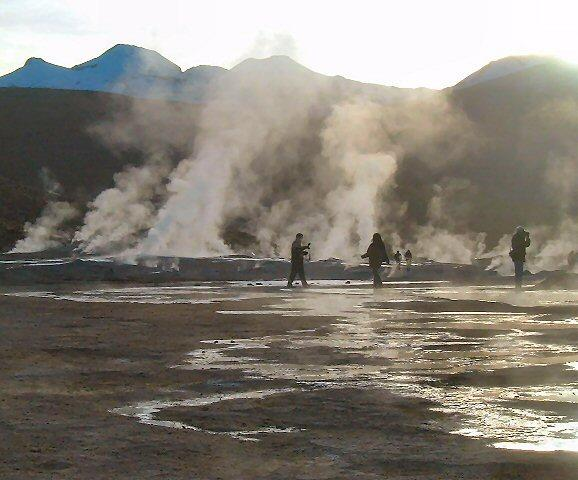
Gejzíry v oblasti El Tatio s turisty

Oblast El Tatio se nachází ve vysokohorských údolích And, která jsou obklopena řadou aktivních chilských vulkánů. Nachází se zde okolo 80 aktivních gejzírů, a jedná se tak o největší gejzírové pole na jižní polokouli poté, co bylo množství gejzírů zničeno na Novém Zélandu vlivem člověka, a o třetí největší pole na světě. Společným znakem gejzírů v této oblasti je nízká výška erupcí, která dosahuje maxima pouze okolo 6 metrů nad povrch, ale vodní pára vytváří útvary až 20 metrů vysoké. Průměrná výška erupcí je pouze 0,75 m.

### Taupo Volcanic Zone na Novém Zélandu

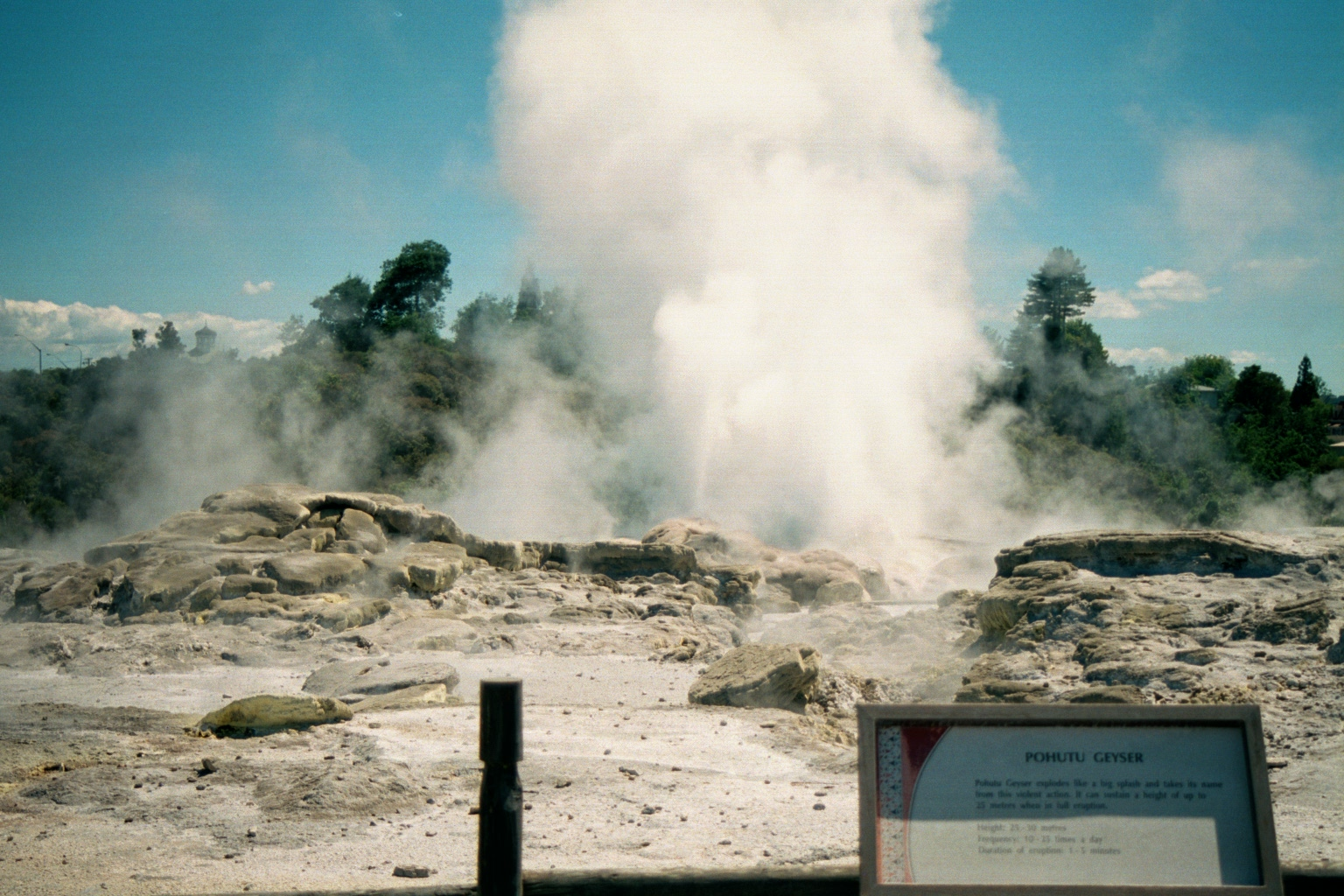
Pohutu Geyser: největší novozélandský gejzír tryskající pravidelně každou půlhodinu

Taupo Volcanic Zone na Novém Zélandu se nachází na severním ostrově a jedná se o oblast, která je 350 km dlouhá a 50 km široká, jelikož se táhne nad subdukční zónou dvou zemských litosférických desek, subdukující se Pacifické a Australské desky. Na jihozápadě je oblast ohraničena horou Ruapehu a na severovýchodě pak podvodní sopkou Whakatane. Velké množství gejzírů bylo v oblasti zničeno využíváním geotermální energie a vybudováním vodní nádrže, ale i přes to se v oblasti ještě nachází několik desítek gejzírů. Na začátku 20. století se zde nacházel největší známý gejzír všech dob nazvaný Waimangu Geyser, který začal pravidelně tryskat v roce 1900. Fungoval po čtyři roky, kdy sesuv svahu změnil hladinu podzemní vody, což vedlo k jeho zániku. Výtrysky gejzíru Waimangu dosahovaly obyčejně výšky okolo 160 m, ale některé supervýtrysky vyvrhly vodu až do výšky 460 m. Moderní výzkumy oblasti naznačují, že zemská kůra je v oblasti pouze 5 km mocná a že se pod ní nachází magmatické těleso 50 km široké a 160 km dlouhé.

### Island

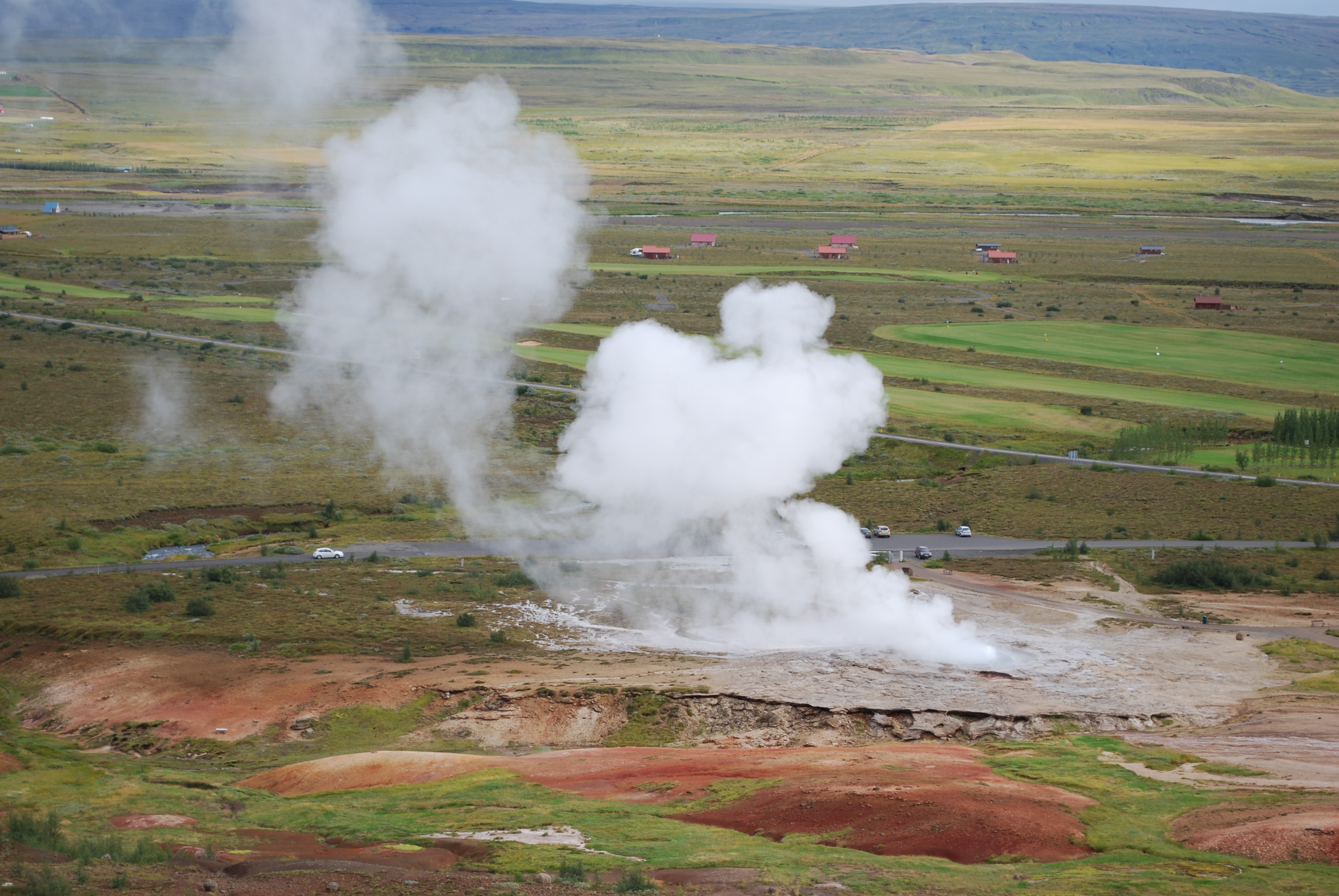
Erupce Geysiru během léta 2009

Na Islandu se nachází některé z největších gejzírů na světě. Gejzíry a horké prameny se nacházejí rozesety po celém ostrově, ale velká část z nich je umístěna v oblasti Haukadalur. V této části Islandu je i Geysir, který tryská již od 14. století a který dal pojmenování všem gejzírům na světě. V roce 1896 se před zemětřesením gejzír odmlčel, ale po otřesech začal opět vyvrhovat vodu a páru několikrát za den. V roce 1916 ale všechny erupce gejzíru ustaly. V průběhu 20. století se gejzír aktivoval a deaktivoval v závislosti na zemětřeseních. Zemětřesení z roku 2000 opět Geysir aktivovalo, ale od té doby vyvrhuje materiál nepravidelně a nepředvídatelně. Poblíž se nachází gejzír Strokkur, který tryská každých 5 až 8 minut v průměru do výšky 30 m.

### Neaktivní oblasti
Dříve se nacházela dvě další gejzírová pole v Nevadě, a to Beowawe a Steamboat Springs, ale byla zničena výstavbou geotermální elektrárny. Výstavba vrtů potřebných pro chod elektrárny způsobila snížení teploty a pokles hladiny podzemní vody, což vedlo k zániku gejzírů. Dvě třetiny gejzírů v Orakei Korako v Japonsku byly zaplaveny během budování přehrady pro vodní elektrárnu Ohakuri v roce 1961. Oblast Wairakei na Novém Zélandu byla zničena v roce 1958 taktéž výstavbou geotermální elektrárny. Další novozélandské oblasti byly také zničeny. Oblast Taupo Spa doplatila na pokles hladiny vody v řece Waikato v 50. letech 20. století a oblast Rotomahana byla zničena během erupce sopky Mount Tarawera v roce 1886.

## Nepravé gejzíry

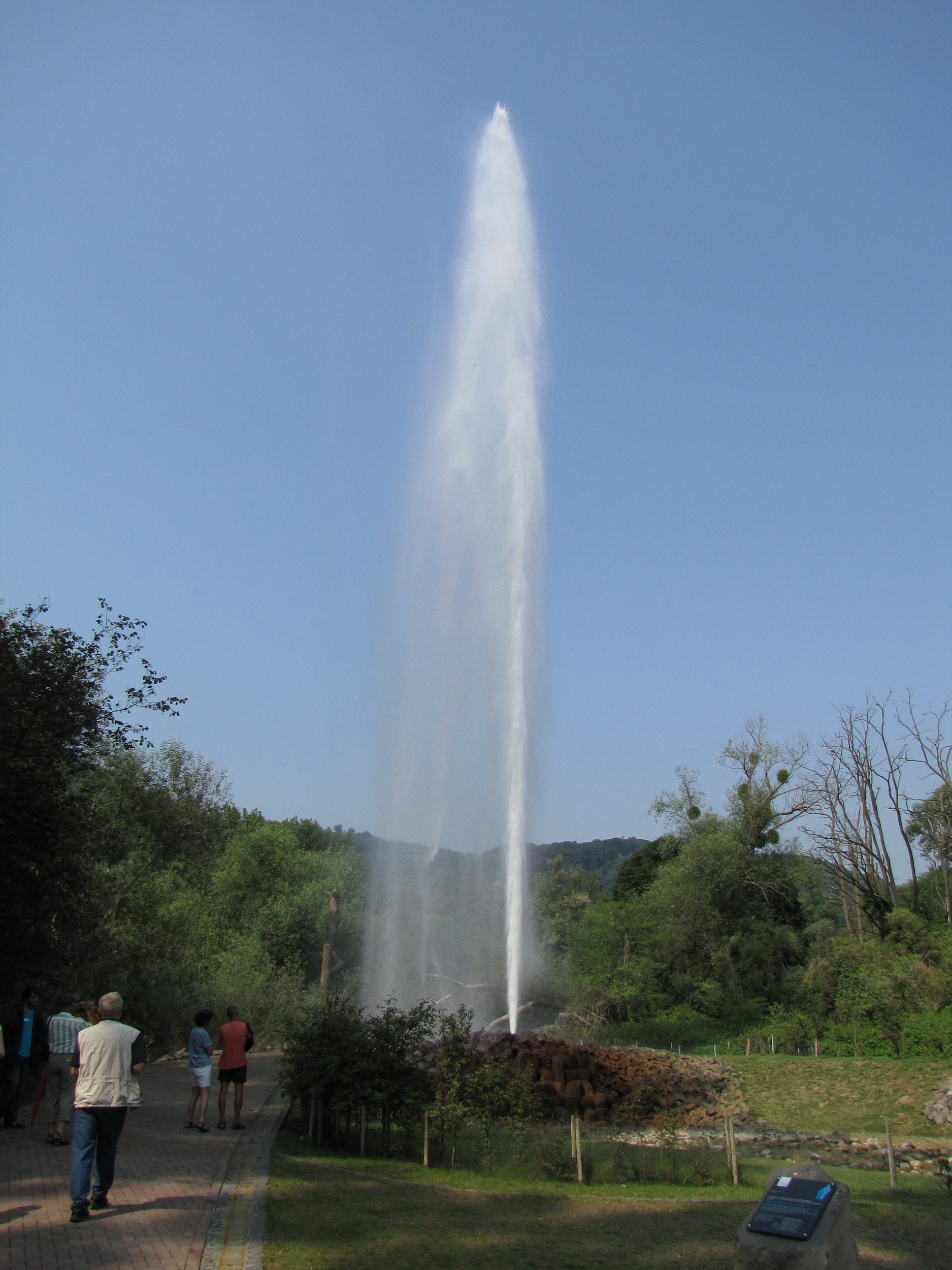
Gejzír Andernach v Německu, nejvyšší studený gejzír na světě

Ve světě se nachází i množství gejzírů, které vznikají jinými procesy než ohříváním vody o magma v zemské kůře, takže voda není pak na povrch vytlačována expanzí vodní páry. I když z přísně geologického pohledu se nejedná o pravé gejzíry, je pro ně často pojmenování gejzír používáno. V rozšířeném použití slovo gejzír označuje jev, kdy voda tryská pod tlakem přerušovaně na povrch.

### Umělé gejzíry
Na mnoha místech na světě, kde je dostatečný geotermální gradient pro ohřev vody, byly uměle vytvořeny vrty, aby fungovaly jako gejzíry. Systém trhlin, kudy proudí voda, je sice uměle vytvořen, ale bývá zpravidla zásobován přírodními zdroji vody. Příkladem je gejzír Little Old Faithful v Calistoze v Kalifornii. Jak uvádí John Rinehart ve své knize Guide to Geyser Gazing (1976, strana 49), vznikl náhodou, když se lidé snažili najít vodu a vyhloubit studnu. Přitom navrtali systém starého gejzíru.

### Studené gejzíry
Na světě se nachází i tzv. studené gejzíry, které nevyvrhují vařící vodu, ale vodu studenou. Místo vodní páry jsou takovéto gejzíry řízeny nashromážděným oxidem uhličitým, který se v podzemí nahromadí vlivem průchodnosti propustnými vrstvami. Směs vody a oxidu uhličitého pak uniká z podzemí jen v oblastech, kde je nějak narušena kůra (zlomy, praskliny, vrty atd.). Když je natlakované místo nashromáždění CO2 proraženo, začne CO2 unikat na povrch a vynášet okolní materiál, v tomto případě vodu. Molekuly CO2 jsou za normálního stavu rozpuštěny jako malé bublinky ve vodě, když ale dojde k poklesu tlaku, začnou zvětšovat svůj objem, což vede k vytlačení vody do výšky. Studený gejzír je velmi podobný horkým gejzírům, voda je často jen více bílá a zpěněná. Mezi nejznámější studené gejzíry patří Crystal Geyser nedaleko Green River v Utahu. Dva studené gejzíry se vyskytují v Německu, jsou to Brubbel a Andernach, v lázeňském areálu Herľany-Rankovce na východním Slovensku se nachází Herlianský gejzír.

### Permanentní chrliče

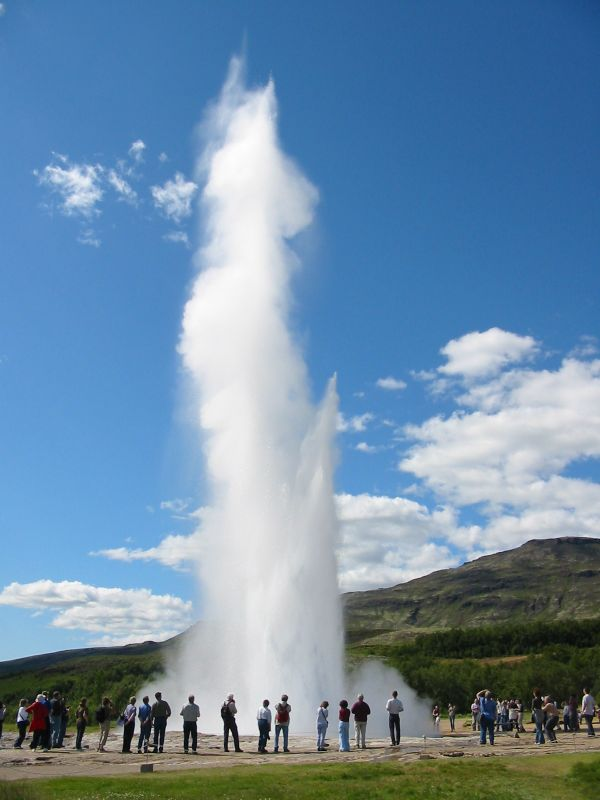
Gejzíry jsou turistickým lákadlem. Na fotografii množství turistů pozoruje erupci Strokkuru na Islandu.

Na některých místech chrlí teplá voda na povrch v podstatě neustále, takže zde není potřebná doba klidu, kdy dochází k naplnění podzemních puklin vodou. V těchto případech se označení gejzír nepoužívá.

## Ekonomický přínos

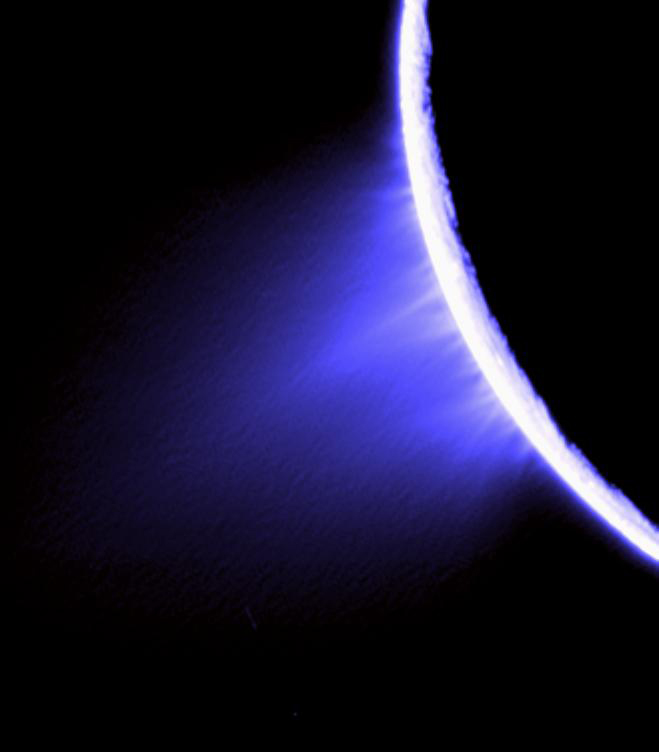
Výtrysky materiálu v nepravých barvách nad povrchem Enceladu

Gejzíry jsou na světě využívány pro výrobu elektrické energie, tepla a jako turistická atrakce. Například islandské gejzíry patří mezi nejvíce turisticky navštěvované lokality s gejzíry na světě. Již od 20. let 20. století byla teplá voda vystřikující z gejzírů používána pro vytápění skleníků a pro pěstování rostlin, které by jinak na Islandu nemohly růst kvůli chladnému nehostinnému klimatu. Pára a teplá voda byla taktéž používána pro vyhřívání islandských domácností, a to již od roku 1943. V roce 1979 americké ministerstvo pro energetiku (DOE) podporovalo rozvoj využití geotermální energie v oblasti Geysers-Calistoga Known Geothermal Resource Area poblíž Calistogy v Kalifornii pomocí vědeckých výzkumů v rámci Geothermal Loan Guarantee Program.
Největší ekonomický přínos z gejzírů pramení v turismu. Například v roce 2007 zavítalo na Island přibližně 550 000 turistů z nichž 75,4 % navštívilo oblast Haukadalur, kde se nachází gejzíry Strokkur a The Great Geysir.

## „Gejzíry“ ve sluneční soustavě
Na několika tělesech ve sluneční soustavě byly pozorovány (či se věří, že jsou pozorovány) výtrysky materiálu, pro které se začalo používat označení gejzíry. Tyto výtrysky jsou ale na rozdíl od pozemských gejzírů tvořeny hlavně plyny s pevnými částicemi, které plyny během svého výstupu vynesly nad povrch. Pozorované mimozemské gejzíry neobsahují vodu během své erupce. Výtrysky podobné gejzírům jsou složeny převážně ze zmrzlé vodní páry společně s částicemi ledu a malého množství dalších látek jako je oxid uhličitý, dusík, čpavek, uhlovodíky a křemičitany. Takovéto gejzíry byly pozorovány například v oblasti tzv. Tygřích drápů na Saturnově měsíci Enceladu během oběhu sondy Cassini. Přesný mechanismus vzniku není v současnosti plně prozkoumán, ale věří se, že je spojen se slapovými procesy generujícími teplo způsobované orbitální rezonancí s měsícem Dione. Předpokládá se, že výtrysky materiálu z Enceladu by mohly být zodpovědné za vznik Saturnova prstence E.
Velkým překvapením průletu americké planetární sondy Voyager 2 okolo Neptunu v roce 1989 bylo objevení výtrysků podobných gejzírům na Neptunově měsíci Tritonu. Astronomové pozorovali výtrysk materiálu do výšky přibližně 8 km nad povrch měsíce a ukládání vyvrženého materiálu až 150 km od místa výtrysku. Materiál tvoří převážně špatně pozorovatelný dusík společně s prachovými částicemi. Všechny Tritonovy gejzíry byly pozorovány v oblasti subsolárního bodu, což napovídá, že potřebné teplo je dodávané Sluncem. Předpokládá se, že povrch Tritonu tvoří poloprůsvitná vrstva zmrzlého dusíku, pod kterou se nachází vrstva tmavšího materiálu, což způsobuje podobný jev jako skleníkový efekt na Zemi. Tmavá vrstva pohlcuje účinněji sluneční záření, zahřívá se a akumulované teplo pak ohřívá zmrzlý dusík, který se vypařuje. Vypařováním narůstá tlak pod zmrzlou vrstvou až dojde k jejímu prolomení a výtrysku materiálu na povrch. Snímky sondy Voyger 2 ukázaly množství oblastí s tmavým materiálem v oblasti gejzírů na jižní polokouli měsíce.
Předpokládá se, že podobné procesy jako u Tritonu probíhají i na jižní polární čepičce Marsu během každého jara. Zatím se nepovedlo tyto erupce na Marsu přímo pozorovat, ale v oblasti se nachází značné množství nepřímých důkazů jejich existence jako tmavé skvrny a světlejší oblasti v suchém ledu. Tmavší oblasti jsou tvořeny pískem a prachem, který byl vyvržen erupcí gejzíru.